# Ентони Блант
Ентони Блант (енгл. Anthony Blunt; Борнмут, 26. септембар 1907 — Лондон, 26. март 1983) је био познат је као четврти човек из групе од пет шпијуна кртица који су радила за Совјетски Савез од тридесетих до педесетих година 20. века. Био је историчар уметности, професор историје уметности на Универзитету у Лондону и директор Кртхолд института уметности. Рођак је енглеске краљице (у трећем кољену).

## Детињство и младост
Рођен је у Борнмуту, где му је отац био викар. Образовао се на Марлборо колеџу, где је био савременик Луиса МекНајса, у чијој аутобиографији се Блант често описује. Касније студира математику на Тринити колеџу у Кембриџу, али после прве године пребацује се на модерне језике. Дипломирао је тридесетих и постао учитељ француског језика. Постао је члан тајног друштва Кембриџских апостола. Тада је то тајно друштво било марксистичког усмерења, а чланови су били са универзитета. Био је и хомосексуалац.

## Шпијунажа
Након посете Русији 1933. године регрутовала га је НКВД 1934. године. Као уверени марксиста сам је даље омогућио регрутовање Гаја Бурџеса и Доналд Меклина. Од 1939. године служио је у британској војсци, а 1940. године регрутује га британска контраобавештајна служба МИ5. Совјетском Савезу је слао поруке, које су Британци дешифровали прислушкујући немачку машину за шифровање Енигма.

## Живот после рата
Након рата постао је директор Кортолд института уметности. Од 1945. године радио је у краљевском департману сакупљања слика и за свој предани рад именован је витезом 1956. године. Посебно се занимао за радове Николе Пусена. Интересовала га је архитектура. Од летње школе на Сицилији 1965. посебно се занима за сицилијанску архитектуру, тако да је 1967. године написао једну цењену књигу „Сицилијански барок“.
Представљао се као даљи рођак краљице Мери, али никад то није доказано. С друге стране био је даљи рођак енглеске краљице. 
Британски МИ5 је 1963. године сазнао од Американца Мајкла Срејта да је Блант шпијун. Стрејта је Блант претходно био регрутовао. Блант је 23. априла 1964. године признао на саслужању да је шпијун. Међутим то је остало службена тајна све до 1979. године када га је Маргарет Тачер јавно именовала. Одмах је био лишен витештва. МИ5 је декласификовала 2002. године папире из којих се види да је још 1950. године МИ5 добио информацију да је Блант комуниста. Међутим та информација је била игнорисана.